# Poredba
Poredba ili komparacija (lat. comparatio = uspoređivanje) figura je koja nastaje uspoređivanjem pojmova na temelju sličnosti. Zbog toga se ponekad smatra podvrstom metafore. Najčešće se u hrvatskome jeziku ostvaruje pomoću riječi kao i poput.

## Primjeri
Usporedbe u svakodnevnome govoru:
vrijedan kao mrav, prljav kao prase, brz kao zec, lijepa poput cvijeta, malen kao miš...
Poredba u prozi (Ivana Brlić-Mažuranić, "Čudnovate zgode šegrta Hlapića")
Hlapić je bio malen kao lakat, veseo kao ptica, hrabar kao Kraljević Marko, mudar kao knjiga, a dobar kao sunce.

### Poredba u poeziji
- Josip Pupačić, "Zaljubljen u ljubav"

Volio sam je

kao travu

i kao jasenje,

ko trstiku i kanarinca,

ko uspavanku

i majčino buđenje.

- Dragutin Domjanić, "Bele rože"

Kad si Ti znala čez oblok pogledet,

Kak da su rože oživele bele,

Kak da su dobre Ti dragale ruke,

Kak da su k Tebi privinut se štele.

- Antun Gustav Matoš, "Serenada"

Ja te volim, jer si ti fantasta

Ko žuta Luna i stara gitara,

Ko slatka nježnost slavujeve pjesme

Što majsko veče bojom tuge šara.

- Tin Ujević, "Produženi svijet"

Java je, jošte jednom, preobražena snima

kao da ide u susret najdubljim jesenima,

ko da će Isukrste da s raspela snima,

kao da priroda sprema posljednji krevet - svima.